# Houston (Delaware)
Houston város az USA Delaware államában, Kent megyében. Lakosainak száma 381 fő (2020. április 1.).

## Népesség
A település népességének változása:

| 2010 | 374 |
| 2020 | 381 |